# Somoskőújfalu
Somoskőújfalu is een plaats (község) en gemeente in het Hongaarse comitaat Nógrád. Somoskőújfalu telt 2407 inwoners (2001).